# Moanasaurus mangahouangae
Moanasaurus mangahouangae (лат.) — вид вымерших пресмыкающихся из семейства мозазавров (Mosasauridae), единственный в роде Moanasaurus. Известен по ископаемым остаткам из верхнемеловых отложений Новой Зеландии (83,5—66,0 млн лет; кампан и/или маастрихт).

## История изучения
Голотип CD43 был обнаружен в отложениях формации Тахора возле ручья Мангахуанга (Mangahouanga Stream) на Северном острове (Новая Зеландия). Он представлен расчленённым черепом, процельными позвонками, костями передних конечностей и фрагментами рёбер. В 1980 году Дж. Уиффен описал по этому экземпляру новый таксон Moanasaurus mangahouangae — типовой вид монотипического рода Moanasaurus. Родовое название состоит из двух корней: маори moana — «море» и др.-греч. σαῦρος — «ящер, ящерица». Видовое название дано по месту обнаружения голотипа.
В 1989 году Кеннет Райт ещё раз изучил этот вид и перенёс его в род мозазавров, тем самым переведя род Moanasaurus в разряд дискуссионных. В 1990 году Уиффен опубликовал исследование, в котором исправил диагноз Moanasaurus и разъяснил обнаруженные им различия между Moanasaurus и Mosasaurus. По мнению Уиффена, род Moanasaurus следует сохранить, по крайней мере, до уточнения родственных связей между мозазаврами. В ещё одном исследовании, опубликованном в 1990 году, Уиффен описал новые виды мозазавров Rikisaurus tehoensis и Mosasaurus flemingi из тех же отложений, что и M. mangahouangae; возможно, эти малоизвестные таксоны являются синонимами M. mangahouangae.
В статье 2006 года Джеймс Мартин отметил, что некоторые остатки из отложений Антарктики, приписанные Mosasaurus, в действительности могут принадлежать Moanasaurus.
В своём перечне видов мозазавров Дэниел Дрисколл и соавторы (2018) указали Moanasaurus mangahouangae как валидный таксон, который известен из отложений, близких к границе среднего и верхнего кампана.

## Описание
Согласно оценке Уиффена, череп M. mangahouangae достигал 780 мм в длину. В 2022 году Грегори Пол оценил длину всего животного в 12 метров при массе 4 тонны. Хищник, вероятно, охотился на других морских рептилий.